# Чемпіонат світу з футболу 1986 (кваліфікаційний раунд, КОНМЕБОЛ)
У рамках відбіркового турніру до чемпіонату світу з футболу 1986 команди конфедерації КОНМЕБОЛ змагалися за чотири путівки до фінальної частини чемпіонату світу з футболу 1986.
За місця на чемпіонаті світу змагалися усі десять південноамериканських збірних. Турнір проходив у два раунди. У першому з них команди-учасниці кваліфікації були поділені на три групи (дві по три команди та одна з чотирьох команд). У групах кожна команда грала із кожним із суперників по дві гри, одній вдома і одній на виїзді. Переможці груп, команди Аргентини, Уругваю і Бразилії, автоматично кваліфікувалися до фінальної частини чемпіонату світу.
Четвертим учасником мундіалю від Південної Америки стала збірна Парагваю, яка посіла друге місце у Групі 3 і згодом вийшла преможцем Плей-оф, де змагалася з командами, що посіли другі місця в інших групах, а також третє місце у Групі 1, яка мала на одного учасника більше за решту.

## Група 1
| Команда   | І | В | Н | П | Г+ | Г- | РГ  | О |
| --------- | - | - | - | - | -- | -- | --- | - |
| Аргентина | 6 | 4 | 1 | 1 | 12 | 6  | +6  | 9 |
| Перу      | 6 | 3 | 2 | 1 | 8  | 4  | +4  | 8 |
| Колумбія  | 6 | 2 | 2 | 2 | 6  | 6  | 0   | 6 |
| Венесуела | 6 | 0 | 1 | 5 | 5  | 15 | −10 | 1 |

|           | Аргентина | Колумбія | Перу | Венесуела |
| --------- | --------- | -------- | ---- | --------- |
| Аргентина | –         | 1–0      | 2–2  | 3–0       |
| Колумбія  | 1–3       | –        | 1–0  | 2–0       |
| Перу      | 1–0       | 0–0      | –    | 4–1       |
| Венесуела | 2–3       | 2–2      | 0–1  | –         |

### Результати
| 26 травня 1985 |

| Колумбія  | 1–0      | Перу |
| --------- | -------- | ---- |
| Прінс 26' | Протокол |      |

| Ель Кампін, Богота Глядачів: 53,000 Арбітр: Луїс Барранкос (Болівія) |

| 26 травня 1985 |

| Венесуела            | 2–3      | Аргентина                       |
| -------------------- | -------- | ------------------------------- |
| Торрес 8' Маркес 58' | Протокол | Марадона 2', 57' Пассарелла 42' |

| Полідепортіво де Пуебло-Нуево, Сан-Кристобаль Глядачів: 30,000 Арбітр: Хуан Даніель Кардельїно (Уругвай) |

| 2 червня 1985 |

| Колумбія  | 1–3      | Аргентина                       |
| --------- | -------- | ------------------------------- |
| Прінс 61' | Протокол | Паскуллі 43', 68' Бурручага 85' |

| Ель Кампін, Богота Глядачів: 58,000 Арбітр: Арналдо Сезар Коельйо (Бразилія) |

| 2 червня 1985 |

| Венесуела | 0–1      | Перу      |
| --------- | -------- | --------- |
|           | Протокол | Урібе 78' |

| Полідепортіво де Пуебло-Нуево, Сан-Кристобаль Глядачів: 19,000 Арбітр: Хорхе Орельяна Вімос (Еквадор) |

| 9 червня 1985 |

| Перу | 0–0      | Колумбія |
| ---- | -------- | -------- |
|      | Протокол |          |

| Національний стадіон, Ліма Глядачів: 40,000 Арбітр: Хуан Даніель Кардельїно (Уругвай) |

| 9 червня 1985 |

| Аргентина                          | 3–0      | Венесуела |
| ---------------------------------- | -------- | --------- |
| Руссо 27' Клаусен 88' Марадона 90' | Протокол |           |

| Монументаль, Буенос-Айрес Глядачів: 35,000 Арбітр: Гастон Кастро (Чилі) |

| 16 червня 1985 |

| Перу                                            | 4–1      | Венесуела  |
| ----------------------------------------------- | -------- | ---------- |
| Наварро 15' Барбадільйо 20' Ірано 80' Куето 82' | Протокол | Феблес 29' |

| Національний стадіон, Ліма Глядачів: 10,327 Арбітр: Луїс Карлос Феррейра (Бразилія) |

| 16 червня 1985 |

| Аргентина    | 1–0      | Колумбія |
| ------------ | -------- | -------- |
| Вальдано 25' | Протокол |          |

| Монументаль, Буенос-Айрес Глядачів: 40,000 Арбітр: Габріель Гонсалес (Парагвай) |

| 23 червня 1985 |

| Венесуела              | 2–2      | Колумбія                 |
| ---------------------- | -------- | ------------------------ |
| Каденьйо 6' Аньйор 64' | Протокол | Ортіс 16' Еррера 60' (p) |

| Полідепортіво де Пуебло-Нуево, Сан-Кристобаль Глядачів: 30,000 Арбітр: Рамон Баррето (Уругвай) |

| 23 червня 1985 |

| Перу       | 1–0      | Аргентина |
| ---------- | -------- | --------- |
| Облітас 8' | Протокол |           |

| Національний стадіон, Ліма Глядачів: 45,000 Арбітр: Ернан Сілва (Чилі) |

| 30 червня 1985 |

| Колумбія                   | 2–0      | Венесуела |
| -------------------------- | -------- | --------- |
| Кордоба 15' Еррера 28' (p) | Протокол |           |

| Ель Кампін, Богота Глядачів: 35,000 Арбітр: Віктор Васкес Санчес (Чилі) |

| 30 червня 1985 |

| Аргентина               | 2–2      | Перу                         |
| ----------------------- | -------- | ---------------------------- |
| Паскуллі 12' Гарека 81' | Протокол | Веласкес 23' Барбадільйо 39' |

| Монументаль, Буенос-Айрес Глядачів: 65,457 Арбітр: Ромуалдо Арппі Фільйо (Бразилія) |

## Група 2
| Команда | І | В | Н | П | Г+ | Г- | РГ | О |
| ------- | - | - | - | - | -- | -- | -- | - |
| Уругвай | 4 | 3 | 0 | 1 | 6  | 4  | +2 | 6 |
| Чилі    | 4 | 2 | 1 | 1 | 10 | 5  | +5 | 5 |
| Еквадор | 4 | 0 | 1 | 3 | 4  | 11 | −7 | 1 |

|         | Чилі | Еквадор | Уругвай |
| ------- | ---- | ------- | ------- |
| Чилі    | –    | 6–2     | 2–0     |
| Еквадор | 1–1  | –       | 0–2     |
| Уругвай | 2–1  | 2–1     | –       |

### Результати
| 3 березня 1985 |

| Еквадор        | 1 – 1    | Чилі         |
| -------------- | -------- | ------------ |
| Мальдонадо 43' | Протокол | Летельєр 31' |

| Олімпійський стадіон, Кіто Глядачів: 50,000 Арбітр: Жозе Роберто Райт (Бразилія) |

| 10 березня 1985 |

| Уругвай               | 2 – 1    | Еквадор  |
| --------------------- | -------- | -------- |
| Агілера 32' Рамос 90' | Протокол | Куві 54' |

| Естадіо Сентенаріо, Монтевідео Глядачів: 60,000 Арбітр: Нунес Едісон Перес (Перу) |

| 17 березня 1985 |

| Чилі                                                  | 6 – 2    | Еквадор           |
| ----------------------------------------------------- | -------- | ----------------- |
| Пуебла 21' Касселі 29', 40' Ісіс 34' Аравена 51', 89' | Протокол | Бальдеон 23', 37' |

| імені Хуліо Мартінеса Праданоса, Сантьяго Глядачів: 75,000 Арбітр: Орасіо Ді Роса Хунта (Венесуела |

| 24 березня 1985 |

| Чилі                  | 2 – 0    | Уругвай |
| --------------------- | -------- | ------- |
| Рубіо 28' Аравена 53' | Протокол |         |

| імені Хуліо Мартінеса Праданоса, Сантьяго Глядачів: 80,000 Арбітр: Хесус Діас Паласіо (Колумбія) |

| 31 березня 1985 |

| Еквадор | 0 – 2    | Уругвай                      |
| ------- | -------- | ---------------------------- |
|         | Протокол | Саралегі 70' Франческолі 87' |

| Олімпійський стадіон, Кіто Глядачів: 45,000 Арбітр: Хуан Ескобар Вельдес (Парагвай) |

| 7 квітня 1985 |

| Уругвай                  | 2 – 1    | Чилі            |
| ------------------------ | -------- | --------------- |
| Батіста 9' Рамос 60' (p) | Протокол | Аравена 29' (p) |

| Естадіо Сентенаріо, Монтевідео Глядачів: 75,000 Арбітр: Карлос Еспозіто (Аргентина) |

## Група 3
| Команда  | І | В | Н | П | Г+ | Г- | РГ | О |
| -------- | - | - | - | - | -- | -- | -- | - |
| Бразилія | 4 | 2 | 2 | 0 | 6  | 2  | +4 | 6 |
| Парагвай | 4 | 1 | 2 | 1 | 5  | 4  | +1 | 4 |
| Болівія  | 4 | 0 | 2 | 2 | 2  | 7  | −5 | 2 |

|          | Болівія | Бразилія | Парагвай |
| -------- | ------- | -------- | -------- |
| Болівія  | –       | 0–2      | 1–1      |
| Бразилія | 1–1     | –        | 1–1      |
| Парагвай | 3–0     | 0–2      | –        |

### Результати
| 26 травня 1985 |

| Болівія  | 1–1      | Парагвай   |
| -------- | -------- | ---------- |
| Рохас 9' | Протокол | Нуньєс 82' |

| Рамон Тауїчі Агілера, Санта-Крус Глядачів: 20,000 Арбітр: Еліас Хакоме (Еквадор) |

| 2 червня 1985 |

| Болівія | 0–2      | Бразилія                     |
| ------- | -------- | ---------------------------- |
|         | Протокол | Казагранде 56' Наро 59' (аг) |

| Рамон Тауїчі Агілера, Санта-Крус Глядачів: 24,900 Арбітр: Хорхе Ромеро (Аргентина) |

| 9 червня 1985 |

| Парагвай                          | 3–0      | Болівія |
| --------------------------------- | -------- | ------- |
| Мендоса 17' Хаскет 34' Ромеро 48' | Протокол |         |

| Дефенсорес дель Чако, Асунсьйон Глядачів: 40,000 Арбітр: Хільберто Арістісабаль (Колумбія) |

| 16 червня 1985 |

| Парагвай | 0–2      | Бразилія                |
| -------- | -------- | ----------------------- |
|          | Протокол | Казагранде 26' Зіку 69' |

| Дефенсорес дель Чако, Асунсьйон Глядачів: 55,000 Арбітр: Гастон Кастро (Чилі) |

| 23 червня 1985 |

| Бразилія     | 1–1      | Парагвай   |
| ------------ | -------- | ---------- |
| Сократеш 25' | Протокол | Ромеро 40' |

| Маракана, Ріо-де-Жанейро Глядачів: 139,923 Арбітр: Хосе Луїс Мартінес Басан (Уругвай) |

| 30 червня 1985 |

| Бразилія   | 1–1      | Болівія    |
| ---------- | -------- | ---------- |
| Карека 19' | Протокол | Санчес 74' |

| Стадіон Сісеру Помпеу ді Толеду, Сан-Паулу Глядачів: 90,709 Арбітр: Енріке Лабо Реворедо (Перу) |

## Плей-оф

### Перший раунд
| Команда 1 | Заг. | Команда 2 | 1-й матч | 2-й матч |
| --------- | ---- | --------- | -------- | -------- |
| Парагвай  | 4–2  | Колумбія  | 3–0      | 1–2      |
| Чилі      | 5–2  | Перу      | 4–2      | 1–0      |

#### Перші матчі
| 27 жовтня 1985 |

| Парагвай                             | 3 – 0    | Колумбія |
| ------------------------------------ | -------- | -------- |
| Гікс 15' Ромеро 70' (p) Кабаньяс 79' | Протокол |          |

| Дефенсорес дель Чако, Асунсьйон Глядачів: 40,000 Арбітр: Карлос Еспозіто (Аргентина) |

| 27 жовтня 1985 |

| Чилі                                  | 4 – 2    | Перу             |
| ------------------------------------- | -------- | ---------------- |
| Аравена 6', 64' (p) Рубіо 8' Ісіс 15' | Протокол | Наварро 45', 76' |

| імені Хуліо Мартінеса Праданоса, Сантьяго Глядачів: 40,340 Арбітр: Хосе Луїс Мартінес Басан (Уругвай) |

#### Другі матчі
| 3 листопада 1985 |

| Колумбія             | 2 – 1    | Парагвай     |
| -------------------- | -------- | ------------ |
| Ангуло 66' Ортіс 88' | Протокол | Феррейра 57' |

| Паскуаль Герреро, Калі Глядачів: 6,000 Арбітр: Жозе Роберто Райт (Бразилія) |

Парагвай виграв 4–2 за сумою двох матчів і кваліфікувався до фінального раунду.
| 3 листопада 1985 |

| Перу | 0 – 1    | Чилі        |
| ---- | -------- | ----------- |
|      | Протокол | Аравена 64' |

| Національний стадіон, Ліма Глядачів: 42,244 Арбітр: Арналдо Сезар Коельйо (Бразилія) |

Чилі виграло 5–2 за сумою двох матчів і кваліфікувався до фінального раунду.

### Фінальний раунд
| Команда 1 | Заг. | Команда 2 | 1-й матч | 2-й матч |
| --------- | ---- | --------- | -------- | -------- |
| Парагвай  | 5–2  | Чилі      | 3–0      | 2–2      |

#### Перший матч
| 10 листопада 1985 |

| Парагвай                                  | 3 – 0    | Чилі |
| ----------------------------------------- | -------- | ---- |
| Кабаньяс 9' Дельгадо 46' Гаррідо 85' (аг) | Протокол |      |

| Дефенсорес дель Чако, Асунсьйон Глядачів: 60,000 Арбітр: Арналдо Сезар Коельйо (Бразилія) |

#### Другий матч
| 17 листопада 1985 |

| Чилі                  | 2 – 2    | Парагвай               |
| --------------------- | -------- | ---------------------- |
| Рубіо 13' Муньйос 80' | Протокол | Шеттіна 22' Ромеро 39' |

| імені Хуліо Мартінеса Праданоса, Сантьяго Глядачів: 62,000 Арбітр: Хуан Даніель Кардельїно (Уругвай) |

Парагвай виграв 5–2 за сумою двох матчів і кваліфікувався до фінальної частини чемпіонату світу.

## Бомбардири
7 голів
- Хорхе Аравена

4 голи
- Хуліо Сезар Ромеро

3 голи
- Дієго Марадона
- Педро Паскуллі
- Уго Рубіо
- Франко Наварро

2 голи
- Валтер Жуніор Казагранде
- Карлос Касселі
- Алехандро Ісіс
- Ернан Даріо Еррера
- Віллінгтон Ортіс
- Мігель Аугусто Прінс
- Хайме Бальдеон
- Роберто Кабаньяс
- Херонімо Барбадільйо
- Венансіо Рамос

1 гол
- Хорхе Бурручага
- Нестор Клаусен
- Рікардо Гарека
- Данієль Пассарелла
- Мігель Анхель Руссо
- Хорхе Вальдано
- Сільвіо Рохас
- Хуан Карлос Санчес
- Карека
- Сократеш
- Зіку
- Хуан Карлос Летельєр
- Хорхе Муньйос
- Ектор Пуебла
- Мануель Асіскло Кордоба
- Серхіо Ангуло
- Гамільтон Куві Рівера
- Ганс Мальдонадо
- Рохеліо Дельгадо
- Буенавентура Феррейра
- Рамон Гікс
- Хусто Хаскет
- Альфредо Мендоса
- Хорхе Мартін Нуньєс
- Владимиро Шеттіна
- Сесар Куето
- Хорхе Ірано
- Хуан Карлос Облітас
- Хуліо Сесар Урібе
- Хосе Веласкес
- Карлос Агілера
- Хосе Батіста
- Енцо Франческолі
- Маріо Саралегі
- Бернардо Аньйор
- Дуглас Каденьйо
- Педро Феблес
- Ерберт Маркес
- Рене Торрес

1 автогол
- Мігель Анхель Наро (у грі проти Бразилії)
- Лісардо Гаррідо (у грі проти Парагваю)